# Tessa Ferrer
Tessa Rose Ferrer (Los Angeles, 30 marzo 1986) è un'attrice statunitense.

## Biografia
Nata a Los Angeles, figlia di Gabriel Ferrer e Debby Boone. La sua prima esperienza televisiva come attrice è nel 2008 recitando in alcuni cortometraggi. Nel 2012 recita nella serie Episodic e sempre nello stesso anno viene scelta come una dei nuovi protagonisti nella nona, decima e tredicesima stagione di Grey's Anatomy con il ruolo della dott.ssa Leah Murphy.

## Filmografia

### Cinema
- After the Triumph of Your Birthday - regia di Jim Akin (2012)
- Go for Sisters - regia di John Sayles (2013)
- Abducted - regia di Lucy Phillips e Glen Scantlebury (2013)
- Insidious - L'ultima chiave (Insidious: The Last Key), regia di Adam Robitel (2018)

### Televisione
- Episodic - serie TV (2012)
- Grey's Anatomy - serie TV - Ruolo: Dr. Leah Murphy (2012-2014; 2016-2017)
- Extant - serie TV (2014-2015)
- You're the Worst, - serie TV, 5 episodi (2015)
- Mr. Mercedes - serie TV, seconda stagione, 2018
- Catch-22 – miniserie TV (2019)
- Swagger - serie TV (2021-)

## Doppiatrici italiane
Nelle versioni in italiano dei suoi lavori, Paula Trickey è stata doppiata da:
- Micaela Incitti in Grey's Anatomy (ep. 9x01)
- Elena Morara in Grey's Anatomy (ep. 9x04)
- Gilberta Crispino in Grey's Anatomy (ep. 9x06-24, st. 10, 13)
- Annachiara Repetto in Extant
- Barbara De Bortoli in Insidious - L'ultima chiave
- Giulia Santilli in Catch-22
- Maia Orienti in Swagger